# Institut national de la statistique et des études économiques

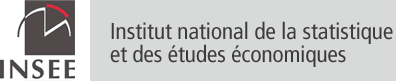
Logo

Het Institut national de la statistique et des études économiques (meestal afgekort tot INSEE) is onderdeel van het Franse ministerie van economische zaken, financiën en industrie.
Het instituut houdt zich bezig met het verzamelen en analyseren van statistische data. Het instituut is te vergelijken met het Nederlandse CBS en het Belgische AD Statistiek. De directeur is sinds 2012 Jean-Luc Tavernier.